# Ministrantenwallfahrt

Gottesdienst auf dem Petersplatz mit Kardinal Schönborn (2006)

Während der Ministrantenwallfahrt oder Romwallfahrt treffen sich tausende Ministranten, um eine Woche gemeinsam in Rom zu verbringen.
Die Wallfahrt fand erstmals 1962 statt und wird seitdem meist alle vier oder fünf Jahre durchgeführt. Die Höhepunkte dieser Wallfahrt sind eine gemeinsame Heilige Messe und/oder eine Papstaudienz auf dem Petersplatz.
Die Ministranten verbringen meist eine Woche in Rom. Die Wallfahrtswoche wird durch Eröffnungs- und Abschlussgottesdienste der einzelnen Bistümer eingerahmt. Neben den offiziellen Gottesdiensten und der Papstaudienz nutzen die Ministranten die Woche in Rom für individuelles Programm, wie die Besichtigung der Sehenswürdigkeiten und eigene Gottesdienste.
Neben der internationalen Ministrantenwallfahrt gibt es alle paar Jahre auch eine eigene Ministrantenwallfahrt des Erzbistums Köln.

## Übersicht
Die Internationale Romwallfahrt wird von der Internationalen Ministrantenvereinigung (CIM) für Ministranten aus der ganzen Welt organisiert. Zusätzlich fand 2014 eine Wallfahrt für Ministranten aus Deutschland, der Erzdiözese Wien und Lettland statt, die von der Arbeitsstelle für Jugendseelsorge (afj) der Deutschen Bischofskonferenz und den Deutschen Bistümern organisiert wurde.
Gekennzeichnet sind die Wallfahrer durch das Pilgertuch, das alle Teilnehmer tragen und je nach Land eine andere Farbe hat. Seit 2014 gibt es für jedes deutsche Bistum Tücher mit einer eigenen Farbe. Die Wallfahrt steht jedes Jahr unter einem anderen Thema.
| Jahr | Thema                                              | Mottolied                                         | Pilgertuch 1                                                         | Teilnehmer 2    | Länder | Bemerkung |
| ---- | -------------------------------------------------- | ------------------------------------------------- | -------------------------------------------------------------------- | --------------- | ------ | --- |
| 1962 |                                                    |                                                   |                                                                      |                 |        | |
| 1967 |                                                    |                                                   |                                                                      | 4.000           |        | |
| 1970 |                                                    |                                                   |                                                                      | 3.000           |        | |
| 1980 |                                                    |                                                   |                                                                      |                 |        | |
| 1985 | Ihr sollt meine Zeugen sein                        |                                                   |                                                                      |                 |        | |
| 1990 | Lebendige Steine zum Aufbau der Kirche             |                                                   |                                                                      | 17.000          |        | |
| 1995 | Selig, die Frieden stiften                         |                                                   |                                                                      |                 |        | |
| 2001 | Unterwegs in eine neue Welt                        | Unterwegs in eine neue Welt Youtube               | dunkelblau                                                           | 16.000 / 22.000 | 12     | Im Heiligen Jahr 2000 wurde die Ministrantenwallfahrt aufgrund des hohen Pilgeraufkommens und des Weltjugendtags 2000 verschoben.                   |
| 2006 | Spiritus vivificat (lat. Der Heilige Geist belebt) |                                                   | hellblau                                                             | 35.000 / 42.000 | 18     | |
| 2010 | Aus der wahren Quelle trinken                      | Lasst uns ziehn zu den Quellen des Lebens Youtube | vanille                                                              | 45.000 / 53.000 |        | Wurde wegen des Weltjugendtags 2011 um ein Jahr vorgezogen.                                                                                         |
| 2014 | Frei! Darum ist es erlaubt, Gutes zu tun.          | Ich bin frei Youtube                              | verschieden 3                                                        | 46.450 / 47.300 | 3      | Eigene Wallfahrt für die Ministranten aus Deutschland, der Erzdiözese Wien und Lettland                                                             |
| 2015 | Hier bin ich: sende mich                           | Gott, sende DEINEN Geist / So here I am Youtube   |                                                                      |                 | 22     | |
| 2018 | Suche Frieden und jage ihm nach!                   | Suche Frieden und jage ihm nach! Youtube          | in Landes-/ Bistumsfarben                                            | über 60.000     | 19     | |
| 2024 | mit dir                                            | Mit dir Youtube                                   | 2 Schlauchschals: eines in Landesfarben, eines im Design des Bistums | 50.000          | 15     | Wurde zuerst wegen des im selben Jahr geplanten Weltjugendtages 2022 und anschließend wegen der Corona-Pandemie um insgesamt zwei Jahre verschoben. |

### Ministrantenwallfahrten des Erzbistums Köln
| Jahr | Thema                                            | Mottolied                       | Pilgerschal      | Teilnehmer | Bemerkung |
| ---- | ------------------------------------------------ | ------------------------------- | ---------------- | ---------- | --------- |
| 2013 | Kommt, folgt mir nach – Willst du mit mir gehen? |                                 | rot-schwarz-gelb | 2200       |           |
| 2018 | Felsenfest                                       | Felsenfest Youtube              | gelb             | 2400       |           |
| 2022 | Augenblick der Ewigkeit                          | Augenblick der Ewigkeit Youtube | blau             | 2000       |           |

Bei den Kölner Wallfahrten gibt es Schals statt Tücher.

## Wallfahrten

### Wallfahrt 2001
Die Internationale Romwallfahrt 2001 fand um den 1. August statt. Von den etwa 22.000 Teilnehmern kamen 16.000 aus Deutschland, 1.000 aus Österreich, 1.000 aus Italien, 1.000 aus Ungarn sowie aus der Schweiz, Polen, Slowakei, Rumänien, Niederlande, Malta, Tschechien und Jugoslawien.

### Wallfahrt 2006
Die Wallfahrt 2006 fand vom 31. Juli bis zum 5. August statt. Insgesamt nahmen 42.000 Ministranten aus 17 Ländern daran teil; davon kamen 35.000 aus Deutschland, 2.000 aus Österreich, 600 aus der Schweiz und 1.000 aus Ungarn und Italien. Die größte deutsche Gruppe stellte dabei die Erzdiözese Freiburg mit 9.024 Teilnehmern.

### Wallfahrt 2010

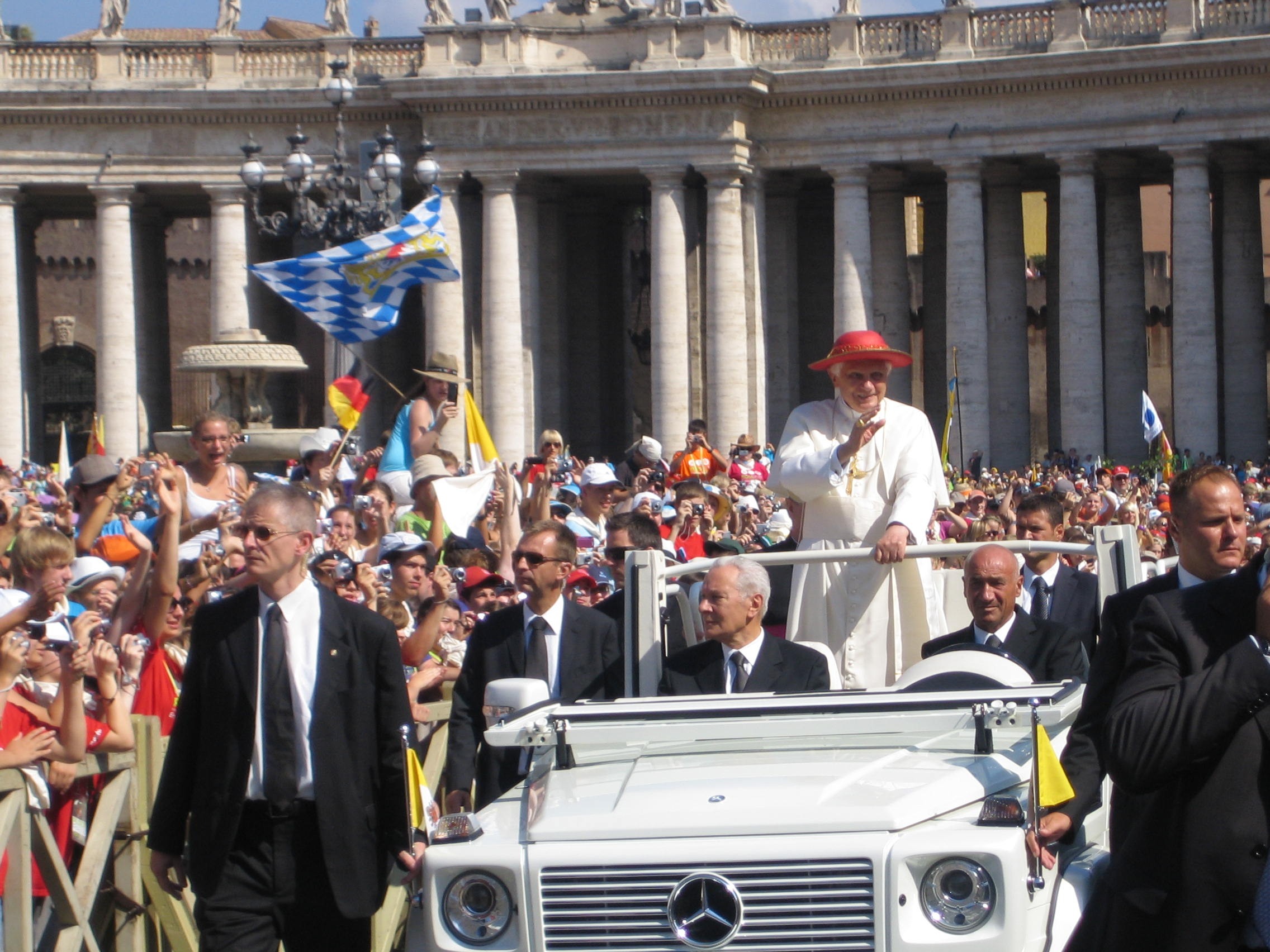
Generalaudienz am 4. August 2010 auf dem Petersplatz

Die offizielle Wallfahrt 2010 fand am 3. und 4. August statt; an den Tagen davor und danach fanden sich bereits Ministranten aus der ganzen Welt ein, um Rom zu besichtigen und kennenzulernen. Insgesamt kamen rund 53.000 Ministranten (ca. 45.000 davon aus Deutschland) nach Rom. Die größte Gruppe stellte wie das Mal davor die Erzdiözese Freiburg mit rund 11.000 Ministranten.
Das Pilgertuch der Gruppen aus Deutschland hatte die Farbe vanille.
Statt einer heiligen Messe wie bei den Wallfahrten davor fanden eine Generalaudienz auf dem Petersplatz bei Papst Benedikt XVI. und ein Geburtstagsfest anlässlich des 50-jährigen Bestehens des CIM statt.
Rund zwei Dutzend deutsche Bischöfe nahmen abschnittsweise an der Wallfahrt teil oder feierten Gottesdienste mit ihren Gruppen in den großen Basiliken Roms. Benedikt XVI. unterbrach für die Begegnung mit den Ministranten seinen Sommerurlaub in Castelgandolfo.

### Wallfahrt 2014
Die offizielle Wallfahrt der Ministranten aus Deutschland fand am 5. und 6. August 2014 statt (keine internationale CIM-Ministrantenwallfahrt). Es nahmen knapp 48.000 Ministranten aus Deutschland (46.450), der Erzdiözese Wien (500) und Lettland (50) teil. Im Unterschied zu den vorangegangenen Wallfahrten verwendeten die 26 deutschen Bistümer verschiedenfarbige Pilgertücher. Das einzige weiße Pilgertuch wurde Papst Franziskus während der Audienz am Dienstag, den 5. August 2014 übergeben. Erneut stellte das Bistum Freiburg mit ungefähr 10.000 Teilnehmern die größte Gruppe.

### Wallfahrt 2015
Die Internationale Wallfahrt mit dem Motto „Hier bin ich, sende mich“ (Jes 6,8) fand im August 2015 mit etwa 20.000 Teilnehmern statt. Höhepunkt war die Ansprache von Papst Franziskus am 4. August.

### Wallfahrt 2018
Die offizielle Wallfahrt 2018 fand vom 28. Juli bis 4. August statt und steht unter dem Motto „Suche Frieden und jage ihm nach!“ (Ps 34,15b) mit 68.000 Ministranten aus der ganzen Welt. Etwa 50.000 Teilnehmer kamen aus Deutschland, 4.000 aus Österreich und 1.250 aus Ungarn. Zu den 16 weiteren Ländern gehörten erstmals die USA sowie Antigua und Barbuda.
Aus Deutschland nahmen bis auf das Erzbistum Köln alle Bistümer an der Wallfahrt teil, die größte Gruppe kam abermals aus dem Erzbistum Freiburg mit 8.500 Teilnehmern. Die größte Delegation aus Österreich kam aus der Diözese Linz mit rund 1.500 Ministranten.

### Wallfahrt 2024
Die offizielle Wallfahrt fand vom 29. Juli bis 3. August 2024 statt. Das Motto der 13. internationalen Ministrantenwallfahrt lautete „mit dir“ (von Jes 41,10: Ich bin mit dir). Es pilgerten circa 50.000 Ministranten aus 15 verschiedenen Ländern nach Rom. Neu war, dass für die deutschen Teilnehmenden ein Wallfahrtszentrum eingerichtet wurde. Daneben fand am 30. Juli eine Papstaudienz auf dem Petersplatz statt, welche auch auf YouTube übertragen wurde. Die Ministranten tauschten im Zuge der Wallfahrt in Rom untereinander Schlüsselanhänger mit dem Schriftzug „MIT“ und „DIR“ in jeweils verschiedenen Sprachen aus. Die Sprachen gehörten zu den verschiedenen Ländern, aus denen die teilnehmenden Ministranten der Wallfahrt kamen. Besonders beliebt waren dabei die Schlüsselanhänger des Vatikans mit dem Wort „TE CUM“ (lat. "mit dir").